# Ken Berry
Kenneth Ronald "Ken" Berry (Moline, Illinois, Estats Units, 3 de novembre de 1933 - Burbank, Califòrnia, 1 de desembre de 2018) va ser un comediant i actor en pel·lícules.
Després de començar la seva carrera com a cantant i ballarí, va servir en els Serveis Especials de la Marina creant espectacles per als militars, on va conèixer al mateix Leonard Nimoy, que el va ajudar a entrar en el món dels espectacles. Va aconseguir un contracte amb Universal per a diverses pel·lícules musicals, però no va ser fins al seu paper de Els forts del fort que va aconseguir una participació fixa en una producció.